# Autechre

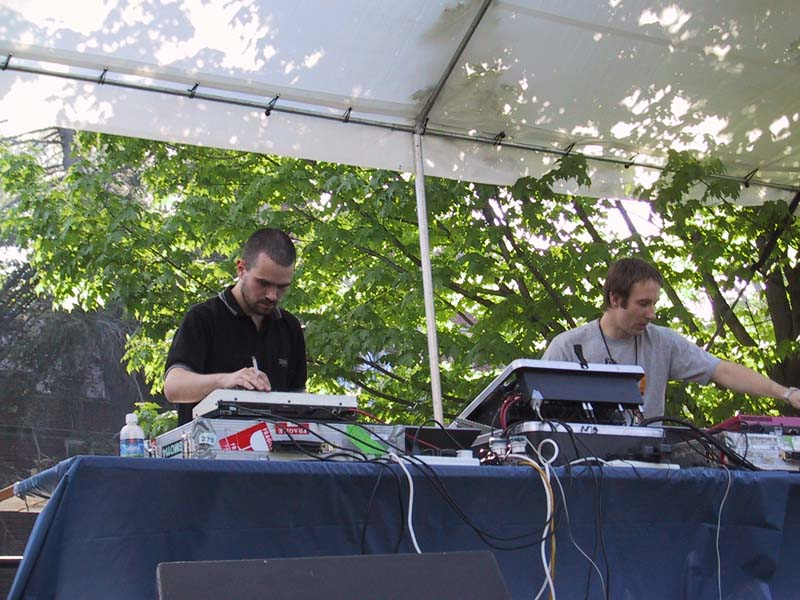
Autechre en una sesión en vivo (2009)

Autechre es un dúo de música electrónica conformado por Rob Brown y Sean Booth, ambos provenientes de Rochdale, Gran Mánchester. Fundado en 1987, son uno de los artistas más destacados de Warp Records, un sello conocido por su pionera música electrónica y a través del cual todos los álbumes de Autechre han sido publicados.
Aunque son asociados en gran medida con el IDM (intelligent dance music), Booth y Brown se han mostrado ambivalentes acerca de relacionar su sonido con géneros establecidos. Su música ha exhibido un cambio gradual en estética a lo largo de su carrera, desde su trabajo anterior con claras raíces en el techno, house y electro, hasta álbumes que a menudo son considerados de naturaleza experimental, incluyendo complejos patrones de ritmo y melodías tenues.
Autechre también ha grabado bajo varios seudónimos. Una de las primeras grabaciones del dúo fue un 12" bajo el alias Lego Feet, publicado en 1991 por Skam Records. Gran parte de los trabajos del proyecto Gescom, en su mayoría publicados por Skam Records, han sido atribuidos a Booth y Brown. Autechre ha sido ampliamente aclamado por prensa especializada; un crítico reciente indicó que el dúo crea "algunas de las músicas más complicadas en las que usted podría esperar ahogarse" y son "reconocidos como pioneros de la música experimental".

## Historia

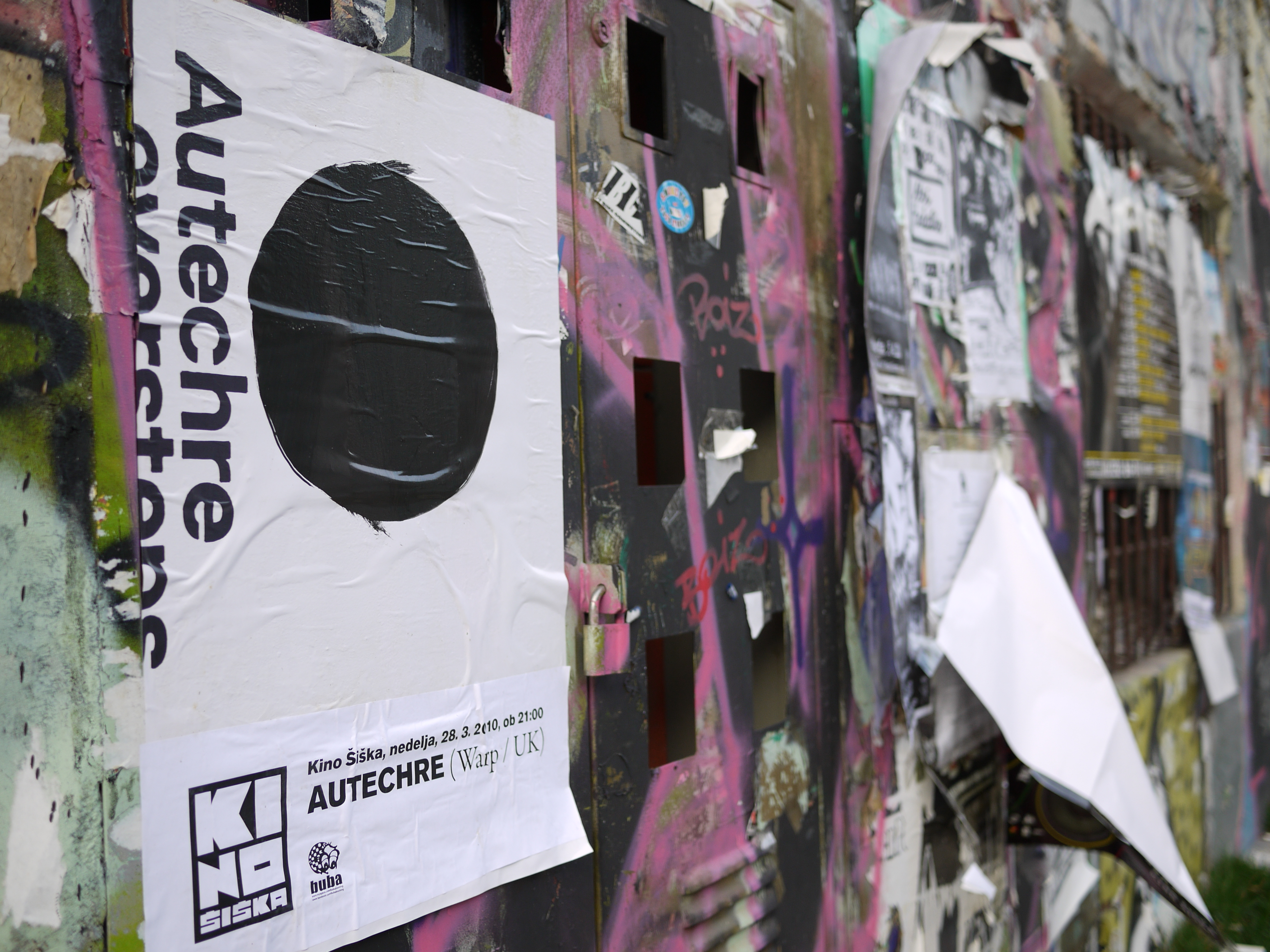
Póster de Autechre en Liubliana (Eslovenia)

Booth y Brown formaron el grupo en 1987 cuando ambos vivían en Rochdale. Comenzaron su carrera creando mixtapes e intercambiándolas entre sí, para ir poco a poco centrándose en sus propias composiciones al tiempo que se iban haciendo con equipo de producción, especialmente instrumentos asequibles, como un sampler Casio SK-1 y un sintetizador Roland TR-606. Desde entonces han empleado una gran variedad de instrumentos electrónicos para ir desarrollando un estilo que ha ido evolucionando en el tiempo. 
Booth y Brown pronuncian el nombre Autechre con un acento estilo Rochdale (IPA: / ɔ ː ˈ t k ɚ ɛ / - aproximadamente "au-te-ker"). Sin embargo, han explicado que el nombre puede ser pronunciado de la manera que cada uno crea conveniente. Booth explica:

Las dos primeras letras son intencionales, porque en la pista había un sonido estilo 'au', y el resto de las letras fueron garrapateadas al azar en el teclado. Tuvimos este nombre en esa pista por años, lo habíamos escrito en un casete junto a algunos gráficos. Sonaba bien, y entonces lo empezamos a utilizar como nuestro nombre.
Autechre[cita requerida]

Autechre ha publicado bajo distintos seudónimos. Así, una de sus primeras grabaciones fue un 12 pulgadas bajo el alias Lego Feet. La mayoría de los lanzamientos de Gescom, publicados normalmente por Skam Records, se han atribuido a Booth y Brown junto a otros artistas. Autechre ayudaron además a iniciar el festival de música All Tomorrow Partie's en 2000 y fueron responsables del festival en su edición de 2003. 
En tres ocasiones han realizado transmisiones en línea o webcasts desde su página web. La primera fue el 10 de abril de 2005, y duró un poco más de 7 horas y media. La siguiente tuvo lugar el 23 de febrero de 2008, y era de exactamente 12 horas de duración, al igual que la más reciente, que tuvo lugar el 2 de marzo de 2010. Las dos primeras empezaron a las 8 p. m. GMT, la última empezó a las 6 p. m. GTM, y contuvieron una ecléctica variedad de música.

## Música

Logotipo de Autechre

Algunos describen la música de Autechre como fría y austera, mientras que otros perciben una calidez y sentimentalismo en algunas de las obras más cerebrales y abstractas. Gran parte de la música de Autechre tiene un fuerte hincapié en el ritmo, la percusión, junto con una secuenciación meticulosa. A menudo se repiten loops (bucles) inusuales, los cuales varían de forma incremental. A veces los patrones rítmicos y melódicos se contraponen entre sí, de lo cual se puede inferir que existen varios compases de tiempo diferentes sonando a la vez. Sus últimos trabajos se han centrado sobre todo en lo experimental y abstracto, en contraste con las obras de los primeros años de los 90, más orientadas a la pista de baile. 
Las reacciones a su música han sido variadas. Muchas de sus pistas poseen una rítmica compleja y caótica, y las armonías son descritas por algunas personas como aleatorias y ruidosas. Los fanes de sus trabajos recientes tienden a encontrar el valor de su música en su singular fusión de ritmo y melodía: las percusiones suenan parceladas y en clúster, a menudo en parches de sintetizador , los cuales conllevan numerosas líneas melódicas junto con su armonía respectiva. Un elemento recurrente en la labor de Autechre es el uso de síntesis granular en la creación de sus sonidos.

## Métodos
El dúo utiliza una amplia gama de sintetizadores analógicos en su producción, así como mezcladores, efectos y unidades de samplers. Muchos de sus equipos han sido modificados por el dúo mismo. También han hecho uso extensivo de una variedad de computadoras basadas en aplicaciones como medio para controlar los sintetizadores y el procesamiento de los sonidos sintetizados. Autechre han experimentado en profundidad con entornos de desarrollo tales como Max/MSP, SuperCollider y Kyma - entre otros - a partir de 1997, aunque no está claro si todavía hacen uso de estos. Desde 2005 hasta 2009 utilizaron los equipos Elektron Machinedrum y Monomachine, junto los equipos AKAI MPC y Nord Modular para sus actuaciones en directo. También se rumorea que el grupo usó equipos militares en sus trabajos. En 2008, Sean Booth comentó que si estuviera encerrado en una celda durante un año con sólo una pieza de software y una pieza de hardware, escogería "probablemente una copia de Digital Performer y un micrófono AKG C-1000". Otras máquinas que el dúo ha mencionado repetidamente en entrevistas que aprecia por su interfaz, estética y sonido incluyen el Roland TR-606 y MC-202, y el Nord Lead.

## Discografía

### Álbumes
- Incunabula (1993)[12]
- Amber UK #81 (1994)[13]
- Tri Repetae UK #86 (1995)[14]
- Chiastic Slide UK #130 (1997)[15]
- LP5 UK #135 (1998)[16]
- Confield UK #153 (2001)[17]
- Draft 7.30 UK #149 (2003)[18]
- Untilted UK #199 (2005)[19]
- Quaristice UK #148 (2008)
- Oversteps (2010)[20]
- Exai (2013)[21]
- elseq 1-5 (2016)[22]
- NTS Sessions 1-4 (2018)[23]
- SIGN (2020)
- PLUS (2020)

### EP
- Lego Feet (1991)
- Anti EP (1994)
- Garbage (combinado con Anvil Vapre para Tri Repetae + +) UK #138 (1995)
- Anvil Vapre (combinado con Garbage para Tri Repetae + +) UK #102 (1995)
- Envane UK #94 (1997)
- Cichlisuite (también conocido como Cichli Suite) UK #127 (1997)
- Peel Session UK Budget Albums Chart #2 (1995)
- EP7 (1999)
- Peel Session 2 (1999)
- Gantz Graf (también lanzado como un DVD) UK #108 (2002)
- Quaristice.Quadrange.ep.ae (exclusivo en digital) (2008)
- Move to Ten (2010)[24]
- EPs 1991 - 2002 (5xCD, incluye Cavity Job) (2011)
- L-event (2013)

### Sencillos, promos, colaboraciones y remezclas
- "Cavity Job" (12" limitado a 1000 ejemplares) (1991)
- "Basscadet" (cinco remezclas de "Basscadet" del álbum "Incunabula", también conocido como "Basscad") UK # 56
- "We R Are Why" (12") (1994)
- "Radio Mix" (remix de DJ de una hora de duración, con temas propios y de otros artistas) (1997)
- "Splitrmx12" (12" promoción de vinilo limitada a 3.000 ejemplares) (1999)
- "æ³o & h³æ" (2xCD Minimax, colaboración con Hafler Trio) (2003)
- "æo³ & ³hæ" (2xCD, colaboración con Hafler Trio) (2005)
- "Tried by 12" (2007)
- "Quaristice (Versions)" (limitado a 1000 copias, contiene remezclas de 11 temas de "Quaristice") (2008)
- "Digital Exclusive" (EP de 3 tracks, sólo en iTunes Japón)
- "JNSN CODE GL16 - spl47" (2017)